# Ptychadenidae
Famille
Les Ptychadenidae sont une famille d'amphibiens. Elle a été créée par Alain Dubois en 1987.

## Répartition
Cette famille regroupe trois genres que l'on rencontrent en Afrique subsaharienne.

## Liste des genres
Selon Amphibian Species of the World (19 novembre 2016) :
- Hildebrandtia Nieden, 1907
- Lanzarana Clarke, 1982
- Ptychadena Boulenger, 1917

## Publication originale
- Dubois, 1987 "1986" : Miscellanea taxinomica batrachologica (I). Alytes, vol. 5, no 1, p. 7-95 (« texte intégral »(Archive.org • Wikiwix • Archive.is • Google • Que faire ?)).